# Noyelles-lès-Humières
Noyelles-lès-Humières är en kommun i departementet Pas-de-Calais i regionen Hauts-de-France i norra Frankrike. Kommunen ligger i kantonen Le Parcq som tillhör arrondissementet Montreuil. År 2022 hade Noyelles-lès-Humières 57 invånare.

## Befolkningsutveckling
Antalet invånare i kommunen Noyelles-lès-Humières
| Referens: INSEE |